# Драганово (Кирджалійська область)
Дра́ганово (болг. Драганово) — село в Кирджалійській області Болгарії. Входить до складу общини Черноочене.

## Населення
За даними перепису населення 2011 року у селі проживали 172 особи, з них 166 осіб (99,4%) — турки.
Розподіл населення за віком у 2011 році:
Динаміка населення: